# Mun Dok-su
Pour les articles homonymes, voir Moon.
Dans ce nom coréen, le nom de famille, Mun, précède le nom personnel.
Mun Dok-su, (hangeul : 문덕수 ; hanja : 文德守) est un poète et écrivain sud-coréen né le 8 décembre 1928 à Haman (Gyeongsang du Sud) et mort le 13 mars 2020.  

## Biographie
Mun Dok-su est né le 8 décembre 1928 à Haman, dans la province de Gyeongsang du Sud. Il est diplômé de l'université Hongik, et a fréquenté l'université de Tsukuba au Japon ; il est également diplômé à l'université de Corée, où il a obtenu un doctorat en littérature. Il a travaillé pour le magazine Sidan et dans de nombreuses organisations, y compris en tant que président de l'Association coréenne de littérature, président de l'Association des poètes modernes, vice-président, de la branche coréenne de PEN-club International, représentant du Comité coréen pour l'Union  internationale des poètes, et président de la Fondation de la Culture et les Arts de Corée. Il a également enseigné à l'université nationale de Jeju et à l'université Hongik à Séoul, où il a même été doyen de la Faculté d'éducation.

## Œuvre
Mun Dok-su a utilisé deux noms de plume différents durant sa carrière : "Sim-san" et "Cheong-tae". Il fait ses débuts littéraires en 1955 avec ses poèmes Silence (Chimmuk), Fossile (Hwaseok) et Dans le vent (Baram sogeseo) publiés dans le magazine littéraire Llittérature contemporaine (Hyundae Munhak).
L'institut coréen de traduction littéraire décrit ainsi son œuvre : 
La poésie de Mun Dok-su peut être divisée en trois catégories selon la période. Dans ses premiers recueils, notamment dans Transe (Hwang-hol), Ligne et Dimension (Seon·Gonggan), il dépeint les rouages et la nature de l'esprit humain ainsi que sa propension naturelle à la  création, dans un style débridé et libre, écrit parfois sans aucune forme de préparation.
La deuxième catégorie de ses travaux se compose des poèmes figurant dans les recueils La Mer à l'aube (Saebyeok bada), Champ de fleurs immortel (Yeongwonhan kkotbat), et Nous, les seuls survivants, de nouveau face au mois de juin (Saranameun urideulmani dasi Yuworeul maja), où il critique sévèrement les aspects de notre civilisation contemporaine, qui a permis, selon lui, la prolifération de l'immoralité, le conformisme, la normalisation, la simplification, lesquelles ont à leur tour provoqué une déshumanisation générale.
La troisième catégorie comprend ses dernières publications, notamment les recueils Jeter un pont (Dari Notgi), En réduisant petit à petit (Jogeumssik jurimyeonseo), La brume de vos mots (Geudae malsseumui angae) et Allegro pour une rencontre (Mannameul wihan allegeuro). Il combine ici des thèmes conservateurs et des préoccupations littéraires pour produire une critique singulière de la civlisation et des formes poétiques les plus conservatrices. Il rejette ouvertement toute dichotomie, chose évidente lorsqu'on prend en compte son rapport à la littérature : son travail est en effet caractérisé par une agitation et une soif d'innovation permanente.
C'est un poète apprécié et estimé pour sa capacité à saisir la nature des sentiments et la psychologie des gens, et aussi pour avoir employé la langue comme un outil permettant de construire des entités concrètes plutôt que de véhiculer des symboles flous et pauvres de sens. Il a publié, en plus de ses recueils de poésie, des ouvrages théoriques tels que Pour la littérature contemporaine (Hyeondae munhagui mosaek), Théorie de la poésie contemporaine coréenne (Hyeondae hanguk shiron), Une étude de la modernité en Corée (Hanguk modeonijeum yeongu), et Littérature réaliste et humaniste (Hyeonsil-gwa hyumeonijeum Munhak).
En 1964, il a obtenu le prix de littérature contemporaine (Hyundae Munhak).

## Ouvrages (sélection)
Collections de poésies
- 황홀 Enchantement
- 선·공간 Ligne et Dimension
- 새벽바다 La mer à l'aube
- 영원한 꽃밭 Champ de fleurs immortel
- 살아남은 우리들만이 다시 6월을 맞아 Nous, les seuls survivants, de nouveau face au mois de juin
- 다리 놓기 Jeter un pont
- 조금씩 줄이면서 En réduisant petit à petit
- 그대 말씀의 안개 La brume de vos mots
- 만남을 위한 알레그로 Allegro pour une rencontre
- 우체부 Le Postier

Essais
- 현대문학의 모색 Pour la littérature contemporaine
- 현대한국시론 Théorie de la poésie contemporaine coréenne
- 한국모더니즘시연구 Une étude de la modernité en Corée
- 현실과 휴머니즘 문학 Littérature réaliste et humaniste